# Barthélémy Chinenyeze
Barthélémy Chinenyeze (n. 28 februarie 1998, Coudekerque-Branche, Nord-Pas-de-Calais, Franța) este un voleibalist ce a reprezentat Franța, medaliat olimpic. A participat la o ediție a Jocurilor Olimpice (2020) în care a câștigat o medalie de aur.